# Service d'intérêt général
Pour les articles homonymes, voir SIG.
Les services d'intérêt général (SIG) sont, dans l'Union européenne, des « services marchands et non marchands que les autorités publiques considèrent comme étant d'intérêt général et soumettent à des obligations spécifiques de service public ». Il s'agit d'une notion propre à l'Union européenne. Elle ne se trouve pas dans les traités eux-mêmes, mais a été définie progressivement par la Commission comme une généralisation des services d'intérêt économique général (SIEG), qui sont mentionnés dans les traités.
Le terme est parfois utilisé pour désigner les seuls services non marchands, par opposition aux SIEG.
Les SIG peuvent inclure :
- une dimension environnementale : ils chercheront alors à respecter le principe de précaution et celui d'un développement durable.
- une dimension sociale : les SIG doivent alors assurer un service uniforme pour toutes les catégories de la société ou toutes les zones du territoire par des techniques de péréquation.

Au sein des instances européennes, les SIG sont représentés par SGI Europe, organisation membre du Dialogue social européen. 